# Jakob Streitle
Jakob Streitle (ur. 11 grudnia 1916, zm. 24 czerwca 1982) – niemiecki piłkarz i trener piłkarski, grający na pozycji obrońcy. Uczestnik MŚ 38.

## Kariera
Jako zawodnik przez całą karierę związany był z Bayernem Monachium. W latach 1954–1955 był jego trenerem.
W reprezentacji Niemiec zagrał 15 razy (8 razy w barwach III Rzeszy i 7 razy w barwach RFN.